# Llista d'estats de Mèxic per IDH

Mapa dels estats mexicans indicant l'IDH (dades de l'any 2004)
+ 0.800
0.750 - 0.7999
- 0.750

Aquesta és una llista dels estats mexicans ordenats per índex de desenvolupament humà (IDH) segons el "Report del Desenvolupament Humà Mèxic 2006, reportat per les Nacions Unides usant dades de l'any 2004. Cap estat té un índex de desenvolupament humà baix, i de fet la meitat en té un d'alt. El que és més, l'índex de tots es va incrementar pel que fa a l'any anterior 2003 (Quadre A7 del mateix informe). La tendència total del 2000 al 2004 per a cada entitat federativa també va ser a l'alça, la qual cosa indica que la classificació d'IDH alt inclou cada vegada més estats.
| Lloc                       | Estat               | IDH 2004 |
| -------------------------- | ------------------- | -------- |
| Desenvolupament Humà Alt   |                     |          |
| 1r                         | Districte Federal   | 0,8837   |
| 2n                         | Nuevo León          | 0,8513   |
| 3r                         | Baja California     | 0.8391   |
| 4t                         | Coahuila            | 0.8356   |
| 5è                         | Chihuahua           | 0.8340   |
| 6è                         | Baja California Sur | 0.8332   |
| 7è                         | Quintana Roo        | 0.8296   |
| 8è                         | Aguascalientes      | 0.8271   |
| 9è                         | Campeche            | 0.8263   |
| 10è                        | Sonora              | 0.8253   |
| 11è                        | Tamaulipas          | 0.8246   |
| 12è                        | Colima              | 0.8097   |
| 13è                        | Querétaro           | 0.8087   |
| 14è                        | Jalisco             | 0.8056   |
| 15è                        | Durango             | 0.8045   |
| 16è                        | Morelos             | 0.8011   |
| Desenvolupament Humà Mitjà |                     |          |
| 17è                        | Sinaloa             | 0.7959   |
| 18è                        | Mèxic               | 0.7871   |
| 19è                        | San Luis Potosí     | 0.7850   |
| 20è                        | Yucatán             | 0.7831   |
| 21è                        | Tabasco             | 0.7800   |
| 22è                        | Guanajuato          | 0.7782   |
| 23è                        | Nayarit             | 0.7749   |
| 24è                        | Tlaxcala            | 0.7746   |
| 25è                        | Zacatecas           | 0.7720   |
| 26è                        | Puebla              | 0.7674   |
| 27è                        | Hidalgo             | 0.7645   |
| 28è                        | Michoacán           | 0.7575   |
| 29è                        | Veracruz            | 0.7573   |
| 30è                        | Guerrero            | 0.7390   |
| 31è                        | Oaxaca              | 0.7336   |
| 32è                        | Chiapas             | 0.7185   |